# リヒャルト・ロベルト
リヒャルト・ロベルト（Richard Robert, 1861年3月25日 - 1924年2月1日）は、オーストリアのピアニスト、作曲家、音楽評論家、音楽管理人。ピアノ、作曲、指揮の名教師として最もよく知られている。ウィーンのピアノ教師として、彼はエミール・フォン・ザウアーやテオドル・レシェティツキと並び語られる存在だった。著名な門人にクルト・アドラー、ハンス・ガル、クララ・ハスキル、ルドルフ・ゼルキン、ジョージ・セルらがいる。

## 生涯
ロベルト・シュピッツァーとして1861年にウィーンに生を受けた。ユダヤ人の家系の生まれだった。ウィーン国立音楽大学においてユリウス・エプシュタイン（グスタフ・マーラーの師でもある）、フランツ・クレン（レオシュ・ヤナーチェクの師でもある）、アントン・ブルックナーの下で音楽教育を受け、劇場指揮者、ピアニストとして働くようになった。友人で会ったヨハネス・ブラームスとはブルックナーの弦楽五重奏曲について議論を交わしたこともあった。
1885年から1891年にかけては雑誌『Neue Musikalische Rundschau』の編集を務めた。また『Wiener Sonn- und Montags-Zeitung』紙や『Illustriertes Wiener Extrablatt』紙に音楽評論を寄稿していた。
新ウィーン音楽院で教鞭を執ったロベルトは、1909年からは短期ではあったが同校の学長も務めた。15歳だったハンス・ガルは彼の教え子であり、1909年に音楽教育の修了証書を授与されている。ガルが理想の指導者であったオイゼビウス・マンディチェフスキに出会えたのは、ロベルトを通じてのことだった。
指揮者のジョージ・セルが最初に学んだのはピアノで、教えを施したのはロベルトだった。セルの最初の妻であったオルガ・バンドはロベルト門下の同窓生だった。彼らは1920年に結婚するも、1926年に離婚している。セルはロベルトの60歳の誕生日に寄せて感謝状をしたためており、そこには彼の音楽的な技術に加え、親切さ、高潔さ、謙虚さ、そして自ら進んで他人に手を差し伸べる姿勢が綴られている。
ルドルフ・ゼルキンは9歳だった1912年にロベルトの下で勉学を開始している。これはプルゼニでアルフレート・グリュンフェルトのためにオーディションを行った際、いたく感銘を受けたグリュンフェルトがゼルキンにウィーンでロベルトについて学ぶよう勧めた結果だった。ゼルキンは12歳でウィーン交響楽団とメンデルスゾーンのピアノ協奏曲第1番を演奏してデビューを飾ったものの、彼の家族は演奏旅行への誘いを断り、ロベルトの下での研鑽を続けることを望んだのだった。彼はコンサート・ピアニストとして地位を確立して長く経った後に、少なくとも1度ロベルトの指導を受けている。
指揮者のクルト・アドラーははじめロベルトのピアノの生徒だった。彼は著書の『The Art of Accompanying and Coaching』を、ロベルトを含め彼の人生における大きな音楽的影響全てに捧げている。
助手にはアンカ・ベルンシュタイン＝ランダウ、教え子だったヴァリー・ヴァイグルらがいた。
ロベルトは作曲も行った。作品には歌曲、室内楽曲、オペラ『Rhampsinit』などがある。ウィーン作曲家協会では会長に就任している。
彼と妻のラウラの間に子どもはいなかったが、幼い多くの教え子に対して両親の代わりとして振る舞った。ロベルトは1924年に62歳でカルテンロイトゲーベンに没した。
ナチス体制下では、ルドルフ・ゼルキンは多くの人々が強制収容から逃れる手引きをした。その中にはロベルトの妻のラウラ・ロベルトもいたが、彼女は安全にアメリカ合衆国に逃れることが叶う前にウィーンで生涯を閉じた。